# Free man in Paris
Free man in Paris is een nummer dat geschreven en gezongen werd door Joni Mitchell. Ze bracht het in 1974 uit op een single die veertien weken stond genoteerd in de Billboard Hot 100, met plaats 22 als hoogste notering. Op de B-kant staat People's parties; beide nummers stonden hetzelfde jaar op haar elpee Court and spark. Het nummer werd meer dan tien maal gecoverd, onder meer door musici als Neil Diamond, Sufjan Stevens en Brian Kennedy.
Het zanggeluid op de achtergrond is afkomstig van Graham Nash en David Crosby. De drie artiesten waren goed met elkaar bevriend en werkten veel samen; Mitchel is bijvoorbeeld ook te horen op platen van Nash en Crosby. Daarnaast had ze in het verleden al eens een relatie met elk van de twee. De wederzijdse samenwerking en liefde blijkt onder meer uit nummers als Woodstock, Lady of the island, Our house en Guinnevere.
Het nummer gaat over Mitchells platenbaas David Geffen en in het bijzonder over de druk vanuit de muziekindustrie op hem. Mitchell woorden zijn een weergave over zijn leven zoals hij dat aan haar had verteld.